# Larreule (Pyrénées-Atlantiques)
Larreule település Franciaországban, Pyrénées-Atlantiques megyében. Lakosainak száma 192 fő (2022. január 1.). Larreule Fichous-Riumayou, Garos, Lonçon, Mazerolles, Momas és Uzan községekkel határos.

## Népesség
A település népességének változása:
| Lakosok száma | 172  | 179  | 188  | 183  | 181  | 182  | 185  | 189  | 192  |
|               | 2013 | 2015 | 2016 | 2017 | 2018 | 2019 | 2020 | 2021 | 2022 |